# حیدرآباد (آق‌قلا)
حیدرآباد، یک روستا از توابع بخش مرکزی شهرستان آق‌قلا در استان گلستان ایران است.

## جمعیت
این روستا در دهستان گرگان‌بوی قرار دارد و براساس سرشماری مرکز آمار ایران در سال ۱۳۸۵، جمعیت آن ۱۲۲ نفر (۲۲ خانوار) بوده‌است.